# Tungir
Il Tungir (in russo Тунгир?) è un fiume della Russia siberiana orientale, affluente di destra dell'Olëkma. Scorre nel Tungiro-Olëkminskij rajon del Territorio della Transbajkalia.

## Descrizione
Nel suo alto corso il fiume è un torrente chiamato Širokij (Широкий). Ha origine dalle pendici sud-est dei monti Tungirskij a un'altezza di circa 1200 m. Sfocia nell'Olëkma ad una distanza di 905 chilometri dalla sua foce. La lunghezza del fiume è di 500 km, l'area del suo bacino è di 14 700 km². La copertura del ghiaccio avviene solitamente dalla metà di ottobre sino alla fine di maggio.